# Логвиненко Олексій Потапович
Олексі́й Пота́пович Логвине́нко, Олекса Логвиненко (31 березня 1946, с. Товмач, Шполянський район, Черкаська область — 18 січня 2016) — український перекладач з німецької та англійської.

## Біографія
Народився 31 березня 1946 р. в с. Товмач Шполянського району Черкаської області. Закінчив факультет іноземних мов Київського державного університету ім. Т. Г. Шевченка.
Переклав з німецької та англійської твори Г. Белля, М. Вальзера, П. Гандке, Г. Гартунга, Г. Гессе, Ф. Дюрренматта, З. Ленца, Ф. Кафки, Е. Канетті, Б. Келлермана, Р. Музіля, К. Рансмайра, К. Бойє [Архівовано 5 березня 2010 у Wayback Machine.], К. Функе [Архівовано 26 листопада 2009 у Wayback Machine.], Ґ. Ґрасса, Л. Франка, М. Фріша, Дж. Д. Селінджера, В. Скотта, Г. Веллса та ін.

## Переклади

### з англійської
- Рекс Стаут «Дзвінок у двері» (Київ: Молодь, 1983)
- Герберт Веллс
  - Магічна крамниця
  - Острів Епіорніса (Книга пригод //Київ: Веселка, 1989)
- Джером Дейвід Селінджер «Над прірвою у житі» (Київ: Молодь, 1984; Київ: Котигорошко, 1993)
- О. Генрі «Оповідання» (Київ: Молодь, 1983; Харків: Фоліо)

### з німецької
- Зігфрід Ленц. «Урок німецької» (Київ: Радянський письменник, 1976)
- Ервін Штріттматтер. «Тінко» (Київ: Веселка, 1979)
- Ґюнтер Браун «Помилка скульптора в Гармонополісі» (Київ: «Молодь», 1983)
- Мартін Вальзер. «Робота душі» (Київ: Дніпро, 1984)
- Бернгард Келлерман. «Тунель» (Київ: «Молодь», 1986)
- Генріх Белль. «Дбайлива облога» (Київ: Дніпро, 1989) — зібрання у двох томах
- Герман Гессе. «Сіддхартха» (Київ, Молодь, 1992)
- Крістоф Рансмайр. «Останній світ» (Київ: Основи, 1994)
- Петер Гандке. «Жінка-шульга» (Київ: Юніверс, 2000)
- Макс Фріш. «Homo Фабер» (Київ: Основи, 2000; 2003)[1]
- Норберт Еліас. «Процес цивілізації» (Київ: Перун, 2003)
- Еліас Канетті. «Засліплення» (Київ: Юніверс, 2003)[2]
- Ґюнтер Ґрасс. «Бляшаний барабан» (Київ: Юніверс, 2005)
- Корнелія Функе. «Володар над злодіями» (Київ: Видавництво «Школа», 2005)
- Ніколаус Піпер. «Історія бізнесу. Світова історія економіки від неоліту до глобалізації для школярів та студенті» (Київ: К. І. С., 2005)
- Фрідріх Дюрренматт. «Лабіринт», «Вавилонська вежа» (Київ: Юніверс, 2005)[3]
- Пауль Маар. «Новеньке про пана Белло» (Вінниця: Теза, 2008)
- Кірстен Бойє. «Скоґландія» (Вінниця: Теза, 2008)
- Юта Трайбер. «Синє озеро сьогодні зелене» (Вінниця: Теза, 2008)
- Корнелія Функе. «Чорнильне серце» (Вінниця: Теза, 2009)
- Роберт Музіль. «Людина без властивостей» (Київ: Видавництво Жупанського, 2010—2011)[4]
- Герман Брох. «Смерть Верґілія» (Київ: Видавництво Жупанського, 2014)[5]
- Роберт Вальзер. «Розбійник» (Київ: Видавництво Жупанського, 2016)[6]

## Нагороди
- лауреат літературної премії імені Миколи Лукаша (1993)
- лауреат літературної премії Відомства Федерального канцлера Республіки Австрія (2003)
- лауреат премії імені Максима Рильського за високохудожні переклади творів закордонних авторів (2006)